# BRD (德國)
BRD是德意志联邦共和国在德语中的的非官方缩写。在英语中，德意志联邦共和国（英语：Federal Republic of Germany/FRG）的非正式称谓直到1990年一直都是“西德”（West Germany），两德统一后，因为不再顾虑可能产生的歧义，英语中对德国的称谓就变为了“Germany”。冷战早期，德意志联邦共和国内部偶尔也会使用BRD这一简称；1968至1990年间，德意志民主共和国（东德）的执政党德国统一社会党经常用BRD来指代西德，导致后者国内强烈反感此简称。东德政府曾使用过“德国的联邦共和国”（Deutsche Bundesrepublik）这一名称来指代西德，其首字母缩写为“DBR”。而在西德国内，对本国最常用的国名缩写出自ISO 3166-1二位字母代码中的国家代码“DE”，两德统一后，DE依然是德国的国家代码。
尽管在英语中与BRD含义一样的缩写“FRG”被列入了國際奧委會國家或地區編碼列表，并且FRG也是国际足联国家代码之一，但联邦德国政府自1970年代起就一直在强烈抵制BRD这个简称，因为东德当局自1968年率先大范围使用该缩写后，西德就认为该缩写是共产党对他们的蔑称；因此西德当局将BRD认定为对本国的带有极端主义、反宪法、反民主色彩的称谓。虽没有法律明文禁止使用BRD，但西德的学校从1970年代起便不主张乃至禁止学生使用该缩写，並将其当作拼写错误处理。由于东德方面惯用BRD，且西德政府又对该简称十分敏感，所以西德的极左翼恐怖组织，如红军派，就倾向于用BRD来攻击西德政府；另外也有些西德极右翼组织也会因类似原因而使用BRD一词。两德统一后，对德国的称呼就变成了简单的“德国”（Deutschland/ Germany），于是缩写国名基本就没有必要了；若一定要使用缩写，那么“Deutschland”的无争议缩写“DE”就是最常用的选择。但是，自冷战结束起，曾经被东德和西德的红军派等极左翼恐怖组织当作贬损之词的BRD已失去其威力，因此自1990年代起，德国《杜登辭典》就把“BRD”标注为对联邦德国国名的“非正式缩写”，国内持不同政治立场的各大报纸偶尔也会使用该缩写。

## 历史

### 背景
联邦德国的正式国名是“德意志联邦共和国”（德语：Bundesrepublik Deutschland，英語：Federal Republic of Germany）。尽管一开始这个国名只指代在美英法三国占领区建立的共和国，但为了体现对全德国的代表性，国名“德国”（Deutschland）便被特意加了进来。这一点也和当时的西德宪法《德意志聯邦共和國基本法》的精神相符，法律规定，当时所有归属于同盟国控制的联邦州都要加入新的联邦共和国。1949年，三国占领区境内的原11州和西柏林依宪法加入联邦共和国。但盟国阻止了西柏林加入联邦共和国，他们认为柏林市属于四方盟军占领区。1957年1月1日，薩爾蘭加入联邦共和国，而从1990年10月3日起，原属于东德的德国新联邦州加入联邦共和国，其中也包括统一后的柏林市。
因此，在正式国名中加入“德国”一词意义重大，这一点也反映在冷战期间发展起来的命名传统中。1949年6月起，缩写BRD有时会出现在联邦德国的语境中，并无任何特殊含义。西德的科学和政界开始逐渐频繁地使用缩写BRD，1967年，德语词典《杜登辭典》的西德版本甚至已经收录了这个缩写。民主德国起初对联邦德国的称谓是“西德”（Westdeutschland，英語：West Germany），其缩写为“WD”，但从1950年代开始，东德政府开始坚持称西德为“德国的联邦共和国”（Deutsche Bundesrepublik，英語：German Federal Republic），其缩写为“DBR”，因为他们认为他们的东德也代表德国，所以不想让西德政府在国名中直接使用“德国”（Deutschland）一词。

### 在东德使用
1968年，民主德国颁布新宪法，上述情况发生了变化。德国统一社会党放弃争取两德统一，于是便启用BRD这一简称，作为对西方政治宣传的回击，用BDR作为与DDR（德意志民主共和国的简称）同等地位的简称，试图表达两国间的平等关系。而西方则在表达对东德的独立国家地位的蔑视时常用“sogenannte DDR”这一说法，即“所谓的DDR”。
当时，东德执政党德国统一社会党的官方日报《新德意志报》已经采纳了BRD这个简称，而东德官方则是在1973年将BRD升格为对西德的标准简称的。
东德放弃建立单一的德意志国家的战略后，其官方也随之在很多名词中省略了“德国”（Deutschland）以及“德国的”（deutsch）等词语，例子如下：
- 德国民主全国阵线（Nationale Front des Demokratischen Deutschlands）于1973年更名为德意志民主共和国全国阵线（Nationale Front der Deutschen Demokratischen Republik）[18]
- 含有歌词“德国，统一的祖国”（Deutschland, einig Vaterland）的东德国歌《从废墟中崛起》在埃里希·昂纳克于1971年接替瓦爾特·烏布利希成为党的领袖后停用[19][20]
- 东德国家电视台德国电视台（Deutscher Fernsehfunk）于1972年更名为民主德国电视台，东德国家广播电台德国民主广播（Deutscher Demokratischer Rundfunk）也更名为民主德国广播电台[21]
- 位于东西两德北部的北德平原在东德地图册里被标注为“民主德国北部平原”（Nördliches Tiefland der DDR）[22]
- 1972年夏季奥林匹克运动会上，民主德国单独派遣一支代表队参赛，首次使用了自己的国旗、国歌，此前，直到1959年，民主德国所用的国旗都跟联邦德国的完全一样，后来他们在原国旗中心加上了德意志民主共和國國徽，从而拥有了自己的国旗[23][24]。

但东德执政党德国统一社会党的全名“Sozialistische Einheitspartei Deutschlands”则没有更改，其党报《新德意志报》名字里的“德意志”也没有发生变化。
因此，将BRD作为对西德的简称完全符合东德的弱化统一的德国的概念的政策。1974年，民主德国将本国的国际车辆注册码“D”（此前，东西两德共用该注册码）更换为“DDR”，还要求西德改用“BRD”为注册码，进而接受他们搞出的分化。这种要求遭到了西德的拒绝，有些西德车主在保险杠上贴了口号“BRD - Nein Danke！”（BRD——不了，谢谢！）。因此，缩写BRD在西德变得更加招人厌恶，在西德使用该简称经常会被人认为要么是不过脑子的行为，要么就是在幼稚地表达对共产主义的同情。
因此，缩写BRD在西德的使用频率很低。为确保用词准确，西德人开始愈发频繁地使用“联邦共和国”（Bundesrepublik）或“联邦领土”（Bundesgebiet）等词来指代自己的国家，亦愈发频繁地用“联邦公民”（Bundesbürger）来指代西德公民，与此相关的形容词则是“联邦德国的”（bundesdeutsch）。

### 西德对BRD的抵制
为与BRD一词划清界线，联邦德国政府和媒体在兩德統一前一直在使用各种其他缩写，如BR Deutschland、BR-Dt.、BRDt.、BRDtld，或仅仅只是Dtld。在民主德国的各个新成立的州加入联邦共和国后，“Deutschland”就成了最常用的德国国名缩写。
西德政府始终主张自己才是唯一的德国，厌恶别人拿自己与德意志民主共和國相比较，也反感两个独立的德国的概念。这一点也反映在了在1970年代初期之前一直左右西德的外交与内政政策的哈尔斯坦主义中。该意识形态以外交部国务秘书沃尔特·哈尔斯坦命名，这也是1955年后西德外交政策背后的关键教条，要求联邦德国政府不和一切承认民主德国的国家建立或保持外交关系。虽然这些政策在1973年有了改观，当时的联邦德国已不再主张自身对德国全部领土拥有唯一管辖权，西德实际上也与东德建立了外交关系。按照1972年《两德基础条约》的规定，波恩与东柏林互派由“常任代表”负责的“常驻代表团”，不過兩國并未互相建立由大使负责的使馆。相似地，西德与东德之間的关系也不由西德外交部负责，两德间的外交问题通过独立的部门德國聯邦德內關係部处理。
1965年，联邦全德事务部下达了《德国名称指令》（Directives for the appellation of Germany），其中建议避免使用缩写BRD。1974年5月31日，联邦与州政府领导建议在所有正式出版物中始终使用联邦德国全名。1979年11月，联邦政府告知德国联邦议院，德國公共廣播聯盟和德國電視二台同意不再使用缩写BRD。
在西德的联邦体制下，各州通常负责学校教育，至1970年代，有些学校已经建议学生不要用BRD缩写，在巴伐利亚，BRD缩写更是遭到了禁用。类似地，1976年10月4日，石勒苏益格-荷尔斯泰因的教育部门下达指令，将BRD定为“不受欢迎”（nicht wünschenswert）的词语。各州教育部部长会议于1981年2月12日决定学校用的书籍、地图、地图册中不能印上缩写BRD。学生们则被要求书写“德意志联邦共和国”全称，使用BRD缩写会被判为错误答案。国名的不同写法、用法间的差异已经根深蒂固，甚至单凭某人或某资料对于西德国名的措辞就能推断出其政治倾向，比如西德国内的极左翼运动成员就会刻意使用BRD。

## 关于柏林和东德的名称难题
一个类似的涉及意识形态的问题就是该如何称呼西柏林，西德当局偏爱“柏林（西）”-Berlin (West)这种写法；另一种称谓是“西柏林”（West Berlin），甚至在德语中书写“西柏林”一词时，两个单词之间要不要加上连字符都会引起争议（即West-Berlin或Westberlin）。
大部分西方人都直接称西柏林为“柏林”，除非语境里还需再作区分。西德联邦政府起初称西柏林为“大柏林”（Groß-Berlin），但后来改称其为“柏林（西）”，但他们也曾用过带连字符的“西-柏林”。另一方面，东德政府一般都称西柏林为“Westberlin”。自1961年5月31日开始，东柏林被正式改称为“柏林，民主德国首都”（Berlin，Hauptstadt der DDR），此前，东德当局对其的正式称呼是“民主柏林”（Democratic Berlin）或单独一个词“柏林”，而西德联邦政府对东柏林的正式称谓则是“柏林（东）”-Berlin ( Ost）。西德媒体还曾用以下称谓称呼过东柏林：东-柏林（Ost-Berlin）、东柏林（Ostberlin），以及“东区”（Ostsektor/ Eastern Sector）。个人、政府或者媒体用不同称谓称呼東西柏林往往能体现其政治倾向，中间偏右的（自由保守主义）《法兰克福汇报》会使用“东-柏林”這個稱呼，而中间偏左的《南德意志报》则会使用“东柏林”這個稱呼。
对德意志民主共和国的称谓也是个争议问题，西德人一开始爱用中德國（Mitteldeutschland）或苏占区（Sowjetische Besatzungszone，缩写为SBZ）这种说法。到了维利·勃兰特任总理期间，西德当局开始用东德的官方名称“Deutsche Demokratische Republik/ DDR”来称呼东德，但很多德国保守主义报刊，如阿克塞爾·斯普林格集團旗下的《图片报》则总会在提到东德时给其国名加上着重引号，以表达对东德政权的鄙夷，这种做法直到1989年8月1日才告结束。

## 类似的名称难题
1995年，德国与刚获得独立的斯洛伐克之间发生了分歧，德方反对斯洛伐克用本国语言里的“Nemecká spolková republika”（字面直译：德国的联邦共和国/ German Federal Republic）来作为对德国的官方译名，因为该译名与冷战时期东方阵营对西德的称谓类似，德方想让斯洛伐克方面使用“Spolková republika Nemecko”（德意志联邦共和国/ Federal Republic of Germany）这个称呼。在与斯洛伐克语联系密切的捷克语中，对德意志联邦共和国的翻译是“Spolková republika Německo”，德方的建议与后者几乎完全一样，但斯洛伐克政府则声称无法将“德意志联邦共和国”翻译成斯洛伐克语，因為這不符合斯洛伐克语语法规律。後來斯洛伐克政府決定不再使用“德国的联邦共和国”这一译名，布拉迪斯拉发的报纸《民族复兴》（Narodna Obroda）一度猜测，本国政府其实是在故意使用“德国的联邦共和国”译名来表达对态度恶劣的德国人的不满。